# Bodajk–Balinka-vasútvonal
A MÁV Bodajk–Balinka-vasútvonala egy egyvágányú, nem villamosított, hosszú időn keresztül kizárólag teherforgalmú vasútvonala Fejér vármegyében.

## Jellemzői
Az alig 10 km hosszú vonal Bodajk vasútállomás és Csókakő megállóhely között ágazik ki a Székesfehérvár–Komárom-vasútvonalból. Külterületi részeken halad Bodajk és Balinka településektől északra, majd Balinkabánya helységben egy teherpályaudvarban végződik a Balinkai Szénbányáknál.
Egy időben tervezték összekötni a Zirc–Dudarbánya-vasútvonal Dudarbányai végével, ez azonban sohasem valósult meg.
A vonalon napjainkban már teherforgalom sincs.

## Képek a vonalról
- https://nevtelenutazo.blog.hu/2020/06/05/2020_03_26_bodajk-balinka

## Videófelvétel
- https://www.youtube.com/watch?v=Tw-1M-xtZLI